# Eucereon taperinhae
Eucereon taperinhae là một loài bướm đêm thuộc phân họ Arctiinae, họ Erebidae.